# Thurzó János (bányatulajdonos)
Thurzó János (Lőcse, 1437. április 30. – Nagybánya, 1508. október 10.) vállalkozó, körmöci főkamaragróf (1496–1507).

## Élete
Thurzó György lőcsei polgár és kohótulajdonos fia volt. Kezdetben papi pályára készült, teológiát és filozófiát tanult Rómában és Paduában, ám miután apja elhunyt, ő vette át kohóüzemeinek vezetését. 1463-ban Krakkóba ment és ott telepedett le, a krakkói patríciusokkal rokonságba került. 1469-ben megalapította vállalatát Krakkóban, mely bányatermékek (ezüst-, réz- és ólomércek) értékesítésével foglalkozott. Műszaki érzéke kiváló volt. Elleste a velencei rézolvasztók műhelytitkait és ennek segítségével sikerült kinyernie az ólomércekben lévő rezet. 1475-ben újabb társaságot alapított, amely az elvizesedett alsó-magyarországi bányavárosok bányáinak víztelenítését tűzte ki céljául, és eme munkához „Wasserkunst”-ot, azaz vízikerékkel meghajtott merítőművet használt. 1490-ben Corvin Jánostól megvásárolta annak bányabirtokait. 1491-től hitelek, bérlet és vétel útján a birtokába jutottak a bányavárosok üzemen kívüli bányái, valamint a besztercebányai rézbányákat is kibérelte. A rézkereskedelem korabeli központja Velence volt, itt 1493-ban szerződést kötött Fugger Jakab augsburgi bankárral, hogy kihasználja ezüst-, réz- és ólombányáit fele haszonrészesedéssel. 1495-ben rézkohót és hámort hozott létre Besztercebányán. A Thurzó és Fugger kölcsönös házasságokkal is erősítette a meglévő üzleti kapcsolatokat. Később megalapították az Egyesült Magyar Kereskedelmi Vállalatot, mellyel a Fugger és Thurzó családok tulajdonába került Közép-Európa és Magyarország ezüst-, ólom-, és réztermelésének oroszlánrésze. Thurzó főkamaragrófként támogatta az első bányaipari szociális intézmény, az ún. „körmöci bányaláda” megalapítását.
Első felesége Urszula Bem volt, második neje Barbara Beck volt. Számos gyermeke közül öt magas tisztséget viselt.
- János (1466 – Boroszló, 1520) boroszlói püspök,
- Szaniszló (1470 ? – Olmütz, 1540) olmützi püspök

A két püspök a közép-európai humanista udvarok történetébe építkezéseikkel és mecenatúrájukkal írták be nevüket.
- György (Krakkó, 1467 – Augsburg, 1521) körmöci kamaragróf. Ő volt az első Thurzó, aki a Fugger családból  házasodott.
- Elek (1490 – Lőcse, 1543) Magyarország nádora Buda elfoglalásának idejében.
- Katalin (? – 1535) férje Raymond Fugger (1489–1535).